# Kamienica przy ul. Kopernika 40 w Toruniu
Kamienica przy ul. Kopernika 40 – kamienica mieszcząca się na toruńskim Starym Mieście, na rogu ul. Kopernika i Piekar (wcześniej ulic św. Anny i Piekary), przez lata typowana jako jedno z miejsc narodzin Mikołaja Kopernika.
Dawniej kamienica miała numer 30. Kamienica ta uchodziła za jedno z miejsc narodzin Mikołaja Kopernika. Hipotezę tę wyraził m.in. Samuel Luther Geret w kalendarzu na rok 1761.
Kamienicę zwiedzali m.in. angielski podróżnik Nathaniel William Wraxall (w 1778 roku), następnie w 1821 roku Napoleon Bonaparte, a 12 lat później Fryderyk Chopin. W czasach Księstwa Warszawskiego komendant Torunia generał Stanisław Wojczyński wydał rozkaz wyjęcia z tego domu jednej cegły. Została ona przekazana jako relikwia narodowa do świątyni Sybilli w Puławach. W XIX wieku w kamienicy mieściła się w niej siedziba niemieckiego towarzystwa naukowego Coppernicus-Verein für Wissenschaft und Kunst. W 1873 roku towarzystwo ufundowało tablicę upamiętniającą rzekome miejsce narodzin Mikołaja Kopernika w tej kamienicy. Około 1881 roku burmistrz Torunia Georg Bender ogłosił, że Mikołaj Kopernik urodził się prawdopodobnie w kamienicy przy ul. św. Anny (ob. Kopernika 17).
W 1937 roku władze Torunia zdjęły tablicę informującą, że w tej kamienicy urodził się Mikołaj Kopernik. Przekazano ją do zbiorów toruńskiego muzeum. Pod koniec II wojny światowej wycofujące się wojska niemieckie zabrały tablicę.